# اندیس آنومالی میک
آنومالی میک یک اندیس چندفلزی است که در حوالی شهر مریوان استان کردستان قرار دارد و مادهٔ معدنی موجود در آن، طلا است.  